# Crni hvataš
Crni hvataš (lat. Ateles paniscus) vrsta je primata iz roda hvataša. Rasprostranjen je u kišnim šumama sjevernog dijela Južne Amerike.

## Izgled
Crni je hvataš među većim predstavnicima svog roda. Tijelo mu je dugo do 63 centimetra, a rep je duži od tijela sa svojih 80 centimetara. Mužjak je težak oko 11 kilograma, dok je ženka nešto lakša sa svojih 9,5 kilograma. Tijelo je mršavo, udovi u dugi i tanki, što dosta pomaže u okretnosti među gustim granama drveća. Krzno je crne boje, dok mu je lice crveno ili ružičasto.

## Način života
Arborealna je i dnevna životinja, te se brzo i okretno penje po drvećima. Živi u skupinama sastavljenim od 20 do 30 životinja, koje se uglavnom u potrazi za hranom dijele u manje podskupine. Hrani se uglavnom plodovima različitih biljaka, a u manjoj mjeri jede i druge biljne dijelove, kao što su listovi i cvjetovi.
Gestacija traje 226-232 dana, a rezultat obično bude jedna nova jedinka koju majka doji oko godinu dana. Mladi majmun spolnu zrelost dosegne s četiri ili pet godina.